# لورني كار
لورني كار هو لاعب هوكي الجليد كندي، ولد في 2 يوليو 1910 في Stoughton, Saskatchewan ‏ في كندا، وتوفي في 9 يونيو 2007 في كالغاري في كندا.

## وصلات خارجية
- لورني كار على موقع دوري الهوكي الوطني (الإنجليزية)
- لورني كار على موقع EliteProspects.com (الإنجليزية)
- لورني كار على موقع HockeyDB.com (الإنجليزية)
- لورني كار على موقع Hockey-Reference.com (الإنجليزية)